# Kanton L'Ajoupa-Bouillon
Kanton L'Ajoupa-Bouillon was een kanton van het Franse departement Martinique. Kanton L'Ajoupa-Bouillon maakte deel uit van het arrondissement La Trinité en telde 1.659 inwoners (2007). Het kanton had een oppervlakte van 12,30 km² en een dichtheid van 135 inwoners per vierkante kilometer. Het werd zoals alle kantons van Martinique opgeheven op 1 januari 2016.

## Gemeenten
Het kanton L'Ajoupa-Bouillon omvatte de volgende gemeente:
- L'Ajoupa-Bouillon